# Don Mueang
Don Mueang (in thailandese: เขตดอนเมือง) è uno dei 50 distretti (khet) della città di Bangkok, in Thailandia.